# Kaf (Arabische letter)

Kaf in geïsoleerde vorm

Kāf, كاف, is de 22e letter van het Arabisch alfabet. Hij stamt af van de letter kaph uit het Fenicisch alfabet en is daardoor verwant met de Latijnse K, de Griekse kappa en de Hebreeuwse kaph. Aan de kaf kent men de getalswaarde 20 toe.

## Uitspraak
De kaf is een velare plosief, plofklank of occlusieklank en klinkt als de harde Nederlandse "K" in "kat". De harde "k"-klank onderscheidt zich duidelijk van de zachtere "q" klank van de qaf, welke men in tegenstelling tot de kaf wel bij de emfatische medeklinkers rekent.

## Perzische varianten
Het Perzisch heeft de letter kaf uit het Arabisch overgenomen, maar men schrijft de kaf enigszins anders: ک.

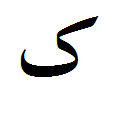
Perzische kaf geïsoleerde vorm

Het Perzisch kent ook een g-klank, die in het Arabisch niet voorkomt. Om deze weer te geven heeft het Perzisch uit de kaf de letter gaf ontwikkeld, met aan de bovenzijde twee strepen in plaats van één: ﮓ.

## Kaf in Unicode
| Unicode Codepoint | U+0643            |
| Unicode-Name      | ARABIC LETTER KAF |
| HTML              | ك                 |
| ISO 8859-6        | 0xe3              |

Basisalfabet: ا (alif) · 
ب (ba) · 
ت (ta) · 
ث (tha) · 
ج (jim) ·
ح (ḥa) ·
خ (kha) ·
د (dal) ·
ذ (dhal) ·
ر (ra) ·
ز (zai) ·
س (sin) ·
ش (sjin) ·
ص (ṣad) ·
ض (ḍad) ·
ط (ṭah) ·
ظ (ẓa) ·
ع (ain) ·
غ (gain) ·
ف (fa) ·
ق (qaf) ·
ك (kaf) ·
ل (lam) ·
م (mim) ·
ن (nun) ·
ه (ha) ·
و (waw) ·
ي (ya)
Aanvullende tekens: ء (hamza) ·
آ (alif madda) ·
ة (tāʾ marbūṭa) ·
ى (alif maqṣūra) ·
لا (lām-alif)
Klinkertekens: fatḥa ·
kasra ·
ḍamma ·
shadda ·
sukūn ·
waṣla